# For Real!
For Real! je debutové studiové album americké doo-wopové skupiny Ruben and the Jets, poprvé vydané v roce 1973 u Mercury Records. Album produkoval Frank Zappa, podle jehož alba Cruising with Ruben & the Jets se jmenuje i tato skupina. V roce 1994 vyšlo albu na CD u Edsel Records.

## Seznam skladeb
| Pořadí         | Název                              | Autor                                             | Délka |
| -------------- | ---------------------------------- | ------------------------------------------------- | ----- |
| 1.             | If I Could Only Be Your Love Again | Frank Zappa                                       | 3:34  |
| 2.             | Dedicated To The One I Love        | Lawman Pauling, Ralph Bass                        | 5:45  |
| 3.             | Show Me The Way To Your Heart      | Tony Duran, Leonard Duran                         | 5:04  |
| 4.             | Sparkie                            | Tony Duran, Ruben Guevara                         | 4:30  |
| 5.             | Wedding Bells                      | Robert „Frog“ Camarena                            | 2:58  |
| 6.             | Almost Grown                       | Chuck Berry                                       | 2:20  |
| 7.             | Charlena                           | Manuel Chavez, H. Chaney                          | 5:54  |
| 8.             | Mah Man Flash                      | Ruben Guevara                                     | 2:38  |
| 9.             | Santa Kari                         | Ruben Guevara                                     | 4:29  |
| 10.            | Spider Woman                       | Paul Hof, Lonnie Scott, Tony Duran, Ruben Guevara | 3:58  |
| 11.            | All Night Long                     | John Gray                                         | 2:22  |
| Celková délka: | Celková délka:                     | Celková délka:                                    | 43:41 |

## Sestava
- Robert Camarena – zpěv
- Tony Duran – kytara, piáno, slide kytara, zpěv
- Ruben Guevara – tamburína, zpěv
- Motorhead Sherwood – barytonsaxofon, tamburína
- Bill Wild – baskytara, zpěv
- Bob Zamora – bicí